# Chotina
Chotina (dawniej gwarowo również Chocina) – niewielka rzeka w południowo-zachodniej Słowacji, prawobrzeżny dopływ Nitry. Najdłuższy (dł. 29,2 km) wodny ciek, mający swe źródła w Górach Inowieckich. Płynie w granicach powiatów Bánovce nad Bebravou i Topolczany.

## Opis
Źródła Chotiny znajdują się na wysokości ok. 800 m n.p.m., na północnych stokach góry Panská javorina, w grupie Wysokiego Inowca (słow. Vysoký Inovec). Odcinek źródłowy rzeki, pod nazwą Švarcov jarok, tuż poniżej źródeł wykonuje szeroki łuk ku wschodowi, przyjmując w tym czasie szereg zasobnych w wodę dopływów. Na wysokości ok. 400 m n.p.m. jej dolina zwęża się, skręca ku południowemu wschodowi, a ciek przyjmuje nazwę Chotina. Powyżej osady Kulháň (360 m n.p.m.) Chotina przyjmuje dwa większe dopływy prawostronne, Bystrý potok (spod wschodnich stoków masywu Panskéj javoriny) i potok Chotinka (z południowo-wschodnich zboczy Panskéj javoriny).
Ok. 1 km przed centrum położonej w dolinie Chotiny wsi Nemečky rzekę przegradza zapora wodna, spiętrzająca jej wody w zbiornik zaporowy Nemečky (lustro wody na wysokości ok. 281,5 m n.p.m.). Poniżej niego rzeka płynie już w kierunku południowym: opuszcza góry i płynie szeroką, płaską doliną wśród niskich wzgórz Pogórza Naddunajskiego (słow. Podunajská pahorkatina, a konkretnie jej część Nitrianska pahorkatina). Tu przyjmuje kolejne dopływy prawostronne, spływające z Niskiego Inowca potoki Železnica (powyżej miejscowości Jacovce) i Slivnica (poniżej Jacovec), po czym w mieście Topoľčany, na wysokości ok. 163 m n.p.m., uchodzi do Nitry.
Rzeka posiada reżim niwalno-pluwialny, z największymi przepływami wczesną wiosną, w porze topnienia śniegów w Górach Inowieckich (marzec-kwiecień) oraz podczas opadów na przełomie jesieni i zimy. Poza dolnym biegiem na terenie Topoľčan i lokalnie niewielkimi odcinkami w kilku miejscowościach, przez które przepływa, ciek jest nieuregulowany.